# Сен-Констан-Фурнуле
Сен-Констан-Фурнуле (фр. Saint-Constant-Fournoulès) — муніципалітет у Франції, у регіоні Овернь-Рона-Альпи, департамент Канталь. Сен-Констан-Фурнуле утворено 1 січня 2016 року шляхом злиття муніципалітетів Фурнуле i Сен-Констан. Адміністративним центром муніципалітету є Сен-Констан. Населення — 568 осіб (01.01.2021).